# Muchajjam Suf
Muchajjam Suf (arab. ‏مخيم سوف‎)  – obóz uchodźców palestyńskich w Jordanii, położony niedaleko miasta Suf.
Został założony w 1967 roku przez UNRWA w celu zabezpieczenia uchodźców, którzy przybyli do Jordanii w wyniku wojny sześciodniowej.
W 2023 roku znajdowało się w nim 22 166 osób.